# Длуґоконти (Жирардовський повіт)
Длуґоконти (пол. Długokąty) — село в Польщі, у гміні Пуща-Марянська Жирардовського повіту Мазовецького воєводства.
Населення — 234 особи (2011).
У 1975-1998 роках село належало до Скерневицького воєводства.

## Демографія
Демографічна структура станом на 31 березня 2011 року:
|          | Загалом | Допрацездатний вік | Працездатний вік | Постпрацездатний вік |
| -------- | ------- | ------------------ | ---------------- | -------------------- |
| Чоловіки | 111     | 23                 | 74               | 14                   |
| Жінки    | 123     | 19                 | 69               | 35                   |
| Разом    | 234     | 42                 | 143              | 49                   |